# 兰宾
兰宾是德国梅克伦堡-前波美拉尼亚州的一个市镇。总面积31.43平方公里，总人口996人，其中男性526人，女性470人（2011年12月31日），人口密度32人/平方公里。